# Pablo Ansaldo
Pablo Mario Giovanny Ansaldo Villacís (Guayaquil, 2 marzo 1935 – Guayaquil, 31 ottobre 2016) è stato un calciatore e allenatore di calcio ecuadoriano, di ruolo portiere, si ritirò dall'attività agonistica a causa delle lesioni subite durante una partita disputata con la Nazionale.

## Biografia
Discende da una famiglia di origini italiane.

## Caratteristiche tecniche
Portiere molto agile, fu soprannominato el gato (il gatto) per via delle sue movenze. Durante la sua carriera si rifiutò sempre di utilizzare i guanti preferendo parare il pallone a mani nude.

## Carriera

### Giocatore

#### Club
Esordì nella massima serie ecuadoriana il 24 luglio 1954 con la maglia del Barcelona SC, squadra della sua città natale, nella partita giocata contro l'Emelec. Nel corso della sua carriera non cambiò mai club, in totale vinse tre titoli nazionali (1960, 1963, 1966) e partecipò a due edizioni della Copa Libertadores (1961 e 1964).
Ansaldo fu il primo portiere a parare un calcio di rigore nella storia del campionato ecuadoriano: il 23 ottobre 1960, in occasione dell'incontro disputato contro il Deportivo Quito, respinse la conclusione calciata dal dischetto da Ernesto Guerra. Il 13 agosto 1961 affrontò il Real Madrid impegnato in una tournée in Sudamerica, la partita terminò 3-1 per gli spagnoli e il portiere ecuadoriano subì le reti di Puskás, Gento e Di Stéfano.
Si ritirò dall'attività agonistica nel 1966 per problemi di salute, tuttavia rimase sempre in forza al Barcelona diventandone l'allenatore.

#### Nazionale
Con la Nazionale di calcio dell'Ecuador prese parte alla Coppa America 1963.
Il 15 agosto 1965 durante la partita giocata tra Ecuador e Cile valida per le qualificazioni al Mondiale del 1966 si scontrò con il centravanti cileno Carlos Campos e nell'impatto si fratturò tre costole, nonostante l'infortunio terminò comunque il match. Il colpo subito provocò una lesione al polmone che afflisse Ansaldo per tutto il resto della vita, tanto che parecchi anni dopo i medici dovettero asportare l'organo. L'atto di coraggio del giocatore fu largamente celebrato dalla stampa locale e il portiere venne dichiarato héroe deportivo nacional ma l'infortunio patito compromise irrimediabilmente la sua carriera da calciatore.

### Allenatore
Iniziò la sua carriera da allenatore nel 1966 sempre nel Barcelona SC e al termine della stagione conquistò il titolo nazionale.
In seguito ebbe una breve esperienza in Colombia dove allenò l'Once Caldas (Torneo Apertura 1971) e l'Atlético Bucaramanga (Torneo Finalización 1971).
Nel corso degli anni fu richiamato diverse volte sulla panchina del club di Guayaquil soprattutto in momenti di transizione, nel 1985 ricoprì brevemente l'incarico di tecnico ad interim e diede quindi il suo contributo alla vittoria del campionato. In segno di gratitudine per la sua lunga militanza nel club lo spogliatoio dell'Estadio Monumental Isidro Romero Carbo è stato intitolato a suo nome. Nella storia del club oltre ad Ansaldo solo un altro uomo è riuscito a vincere il titolo nazionale sia da giocatore che da allenatore, si tratta dell'argentino Rubén Darío Insúa che vinse da calciatore nel 1991 e da tecnico nel 1997.

## Statistiche

### Cronologia presenze e reti in Nazionale
| Cronologia completa delle presenze e delle reti in nazionale ― Ecuador | Cronologia completa delle presenze e delle reti in nazionale ― Ecuador | Cronologia completa delle presenze e delle reti in nazionale ― Ecuador | Cronologia completa delle presenze e delle reti in nazionale ― Ecuador | Cronologia completa delle presenze e delle reti in nazionale ― Ecuador | Cronologia completa delle presenze e delle reti in nazionale ― Ecuador | Cronologia completa delle presenze e delle reti in nazionale ― Ecuador | Cronologia completa delle presenze e delle reti in nazionale ― Ecuador |
| Data                                                                   | Città                                                                  | In casa                                                                | Risultato                                                              | Ospiti                                                                 | Competizione                                                           | Reti                                                                   | Note                                                                   |
| ---------------------------------------------------------------------- | ---------------------------------------------------------------------- | ---------------------------------------------------------------------- | ---------------------------------------------------------------------- | ---------------------------------------------------------------------- | ---------------------------------------------------------------------- | ---------------------------------------------------------------------- | ---------------------------------------------------------------------- |
| 14-03-1963                                                             | La Paz                                                                 | Paraguay                                                               | 3 – 1                                                                  | Ecuador                                                                | Campeonato Sudamericano de Football 1963                               | -                                                                      | Ingresso                                                               |
| 17-03-1963                                                             | La Paz                                                                 | Perù                                                                   | 2 – 1                                                                  | Ecuador                                                                | Campeonato Sudamericano de Football 1963                               | -                                                                      | 18’                                                                    |
| 20-03-1963                                                             | Cochabamba                                                             | Argentina                                                              | 4 – 2                                                                  | Ecuador                                                                | Campeonato Sudamericano de Football 1963                               | -                                                                      | Ingresso                                                               |
| 31-03-1963                                                             | La Paz                                                                 | Ecuador                                                                | 4 – 3                                                                  | Colombia                                                               | Campeonato Sudamericano de Football 1963                               | -                                                                      | 46’                                                                    |
| 20-07-1965                                                             | Barranquilla                                                           | Colombia                                                               | 0 – 1                                                                  | Ecuador                                                                | Qual. Mondiali 1966                                                    | -                                                                      |                                                                        |
| 26-07-1965                                                             | Guayaquil                                                              | Ecuador                                                                | 2 – 0                                                                  | Colombia                                                               | Qual. Mondiali 1966                                                    | -                                                                      |                                                                        |
| 15-08-1965                                                             | Guayaquil                                                              | Ecuador                                                                | 2 – 2                                                                  | Cile                                                                   | Qual. Mondiali 1966                                                    | -                                                                      |                                                                        |
| Totale                                                                 |                                                                        | Presenze                                                               | 7                                                                      |                                                                        | Reti                                                                   | 0                                                                      |                                                                        |

## Palmarès

### Calciatore
- Campionato ecuadoriano: 3

Barcelona SC: 1960, 1963, 1966

### Allenatore
- Campionato ecuadoriano: 2

Barcelona SC: 1966, 1985